# Александров, Николай Иванович (гитарист)

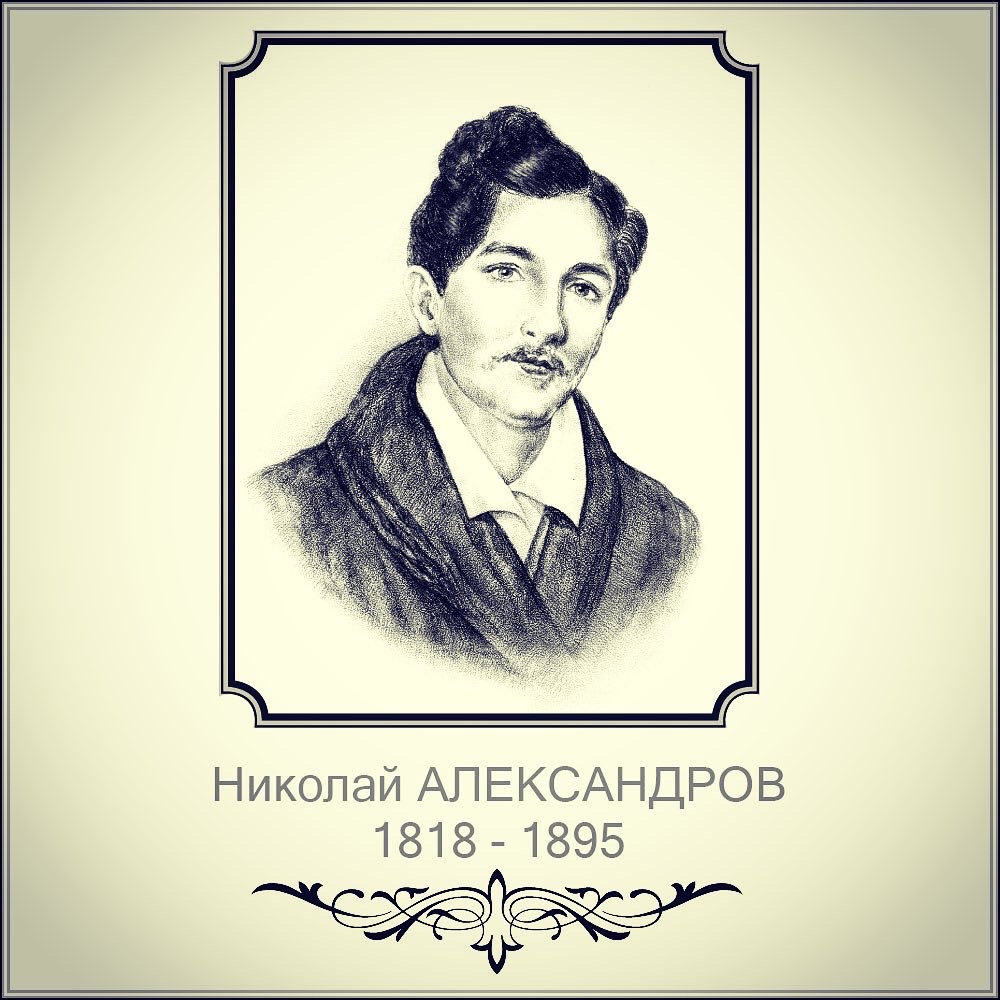
Александров Николай Иванович

Николай Иванович Александров (11 (23) декабря 1818 — 24 декабря 1884 (5 января 1885), Санкт-Петербург) — русский гитарист-семиструнник и композитор, ученик А. О. Сихры.

## Биография
Учился в Царскосельском лицее, затем — на военной службе в гусарском гвардейском полку; дослужился до чина полковника.
В 1860-е годы вышел в отставку и всецело занялся сочинением и исполнением музыки на русской семиструнной гитаре.
Брал уроки теории музыки и композиции у Н. А. Тивольского, а игры на гитаре — у А. О. Сихры. Последний посвятил Александрову виртуозные по исполнению Вариации на тему русской народной песни «Среди долины ровныя», что по мнению исследователей свидетельствовало о высокой оценке способностей ученика.
Автор примерно 40 этюдов и 30 оригинальных миниатюр, а также нескольких переложений русских романсов для исполнения на 7-струнной гитаре. Среди произведений Александрова выделяются педагогические сочинения: упражнения, «пробы», «экзерсиции», и некоторые концертные пьесы: «Rêverie», «Баркарола» и др.
По мнению В. А. Русанова («Музыка гитариста», 1907, № 4) «этюды, экзерциции, прелюдии и пробы Н. И. Александрова всегда изящны, безыскуственны, некоторые положительно вдохновенны».
Переложения произведений Александрова для исполнения на классической 6-струнной гитаре в 2000-2018 годы выполнил композитор и гитарист Сергей Иванович Руднев. В 2018 году в российском издательстве «VIRTUOZO» издан сборник нот, содержащий на 228 страницах 63 переложения произведений 7 русских гитарных композиторов.